# Thelairosoma quadriguttatum
Thelairosoma quadriguttatum är en tvåvingeart som först beskrevs av Louis-Paul Mesnil 1944.  Thelairosoma quadriguttatum ingår i släktet Thelairosoma och familjen parasitflugor.
Artens utbredningsområde är Madagaskar. Inga underarter finns listade i Catalogue of Life.